# Pauline Astor

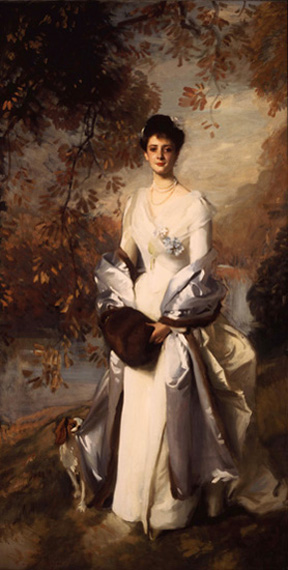
John Singer Sargent: Lady Pauline Waldorf Astor, Öl auf Leinwand, um 1898/99

Pauline Marian Astor (* 7. Juli 1880 in New York City; † 5. Mai 1972 auf Ford Manor in Lingfield, Surrey) war ein Mitglied der für ihren Reichtum bekannten Familie Astor.
Der bekannte amerikanische Maler John Singer Sargent porträtierte Pauline Astor im Alter von 18 Jahren; es ist sein größtes und eindrucksvollstes Ganzporträt in einer Landschaft. Es war die größte Aufgabe seines Lebens: Die Tochter eines der reichsten Männer der Welt zu malen und damit die berühmtesten Porträtmaler in der Kunstgeschichte herauszufordern, nämlich Anthonis van Dyck und Thomas Gainsborough.

## Leben
Pauline Astor war die Tochter von William Waldorf Astor (1848–1919), des späteren 1. Viscount Astor, und Mary Dahlgren Paul (1858–1894). Zusammen mit ihrer Familie zog sie in den 1890er Jahren von New York nach England um, wo sie die Landsitze Cliveden in Berkshire und Hever Castle in Kent bewohnten.
Astor besuchte das französische Mädcheninternat Les Ruches in Fontainebleau. Sie beherrschte mehrere Sprachen und interessierte sich für Literatur, Musik und Malerei. Nach dem Tod ihrer Schwester Gwendolyn 1902 lebte sie kurzzeitig in Rumänien bei Kronprinz Ferdinand und seiner Frau Marie.

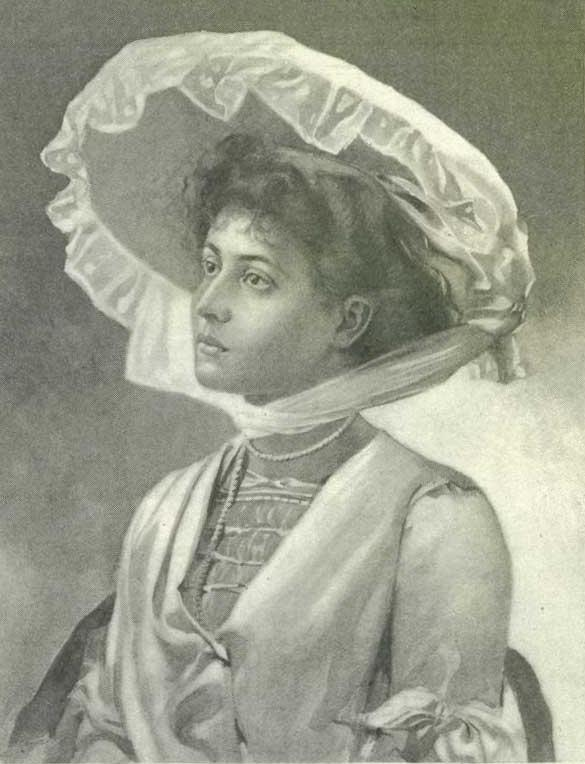
Pauline Waldorf Astor 1904 (Porträt von Alice Hughes)

Gerüchte um Verlobungen und Heiratspläne waren Gegenstand der Presse-Berichterstattung. Unter den Heiratskandidaten war auch der deutschstämmige Prinz Adolphus von Teck, der Anfang 1894 um die Hand der erst 13-jährigen Pauline an hielt, doch ihr Vater lehnte ab. Am 29. Oktober 1904 heiratete The. Hon. Pauline Astor in der St Margaret’s Church, Westminster, London den schottischen Peer Lt.-Col. Rt. Hon. Herbert Henry Spender-Clay (1875–1937), den ältesten Sohn des Politikers James Spender-Clay. Zu ihrer Schwägerin Nancy Astor, Viscountess Astor, einer britischen Politikerin der Conservative Party, hatte sie ein herzliches Verhältnis. Das Ehepaar lebte abwechselnd auf Ford Manor in Surrey und in London. Aus der Ehe, die allen Berichten zufolge glücklich verlief, gingen drei Töchter hervor:
- Phyllis Mary (* 1905)
- Rachel Pauline (1907–1996)

⚭ 1929 Sir David Bowes-Lyon (1902–1961), jüngerer Bruder der späteren Königin Elizabeth
- Sybil Gwendolin (* 1910)

Auf ihren häufigen Reisen gemeinsam mit ihrem Mann hatte sie vielfältige Kontakte zur europäischen Hoch- und amerikanischen Geldaristokratie. Die mit ihr befreundete Lady Spencer-Churchill, Duchess of Marlborough führte sie in den Zirkel von Freunden um den Prince of Wales und späteren König Georg V. und seiner Ehefrau Prinzessin Maria von Teck ein. Ihr Ehemann, Herbert Henry Spender-Clay, war seit 1906 Abgeordneter der Conservative Party für den Wahlbezirk Tonbridge in Kent und seit 1929 im Privy Council König Georg V. Seit 1920 war Astor Friedensrichterin (Justice of the Peace) für die Grafschaft Surrey. Neben ihren gesellschaftlichen Verpflichtungen engagierte sich Pauline Astor in mehreren karitativen Organisationen.